# Blind in Texas
Blind in Texas è l'ottavo singolo degli W.A.S.P..
Registrata nell'ottobre 1985, la canzone è stata pubblicata per la prima volta nell'album The Last Command.

## Tracce
1. Blind in Texas – 3:43
2. Savage – 3:33

## Formazione
- Blackie Lawless - voce, basso
- Randy Piper - chitarra
- Chris Holmes - chitarra
- Steve Riley - batteria